# Keratoisis chuni
Keratoisis chuni is een zachte koraalsoort uit de familie Isididae. De koraalsoort komt uit het geslacht Keratoisis. Keratoisis chuni werd in 1915 voor het eerst wetenschappelijk beschreven door Kükenthal. 